# Distretto di Świecie
Il distretto di Świecie (in polacco powiat świecki) è un distretto polacco appartenente al voivodato della Cuiavia-Pomerania.

## Geografia antropica

### Suddivisioni amministrative
Il distretto comprende 11 comuni.
- Comuni urbano-rurali: Nowe, Świecie
- Comuni rurali: Bukowiec, Dragacz, Drzycim, Jeżewo, Lniano, Osie, Pruszcz, Świekatowo, Warlubie